# 무성 치경구개 파찰음
치경구개 폐찰음(齒莖口蓋 閉擦音) 또는 치조구개 파찰음(齒槽口蓋 破擦音)은 치경구개에서 파열을 일으킨 다음 마찰을 일으켜서 조음하는 것이다.

## 발음의 예
- 한국어: 첫음절 첫소리의 'ㅈ'과 'ㅊ', 모든 'ㅉ'에서 이 소리가 난다. 첫소리의 'ㅊ'은 유기음이다.
- 일본어: ち와 ちゃ행의 첫소리에서 이 소리가 난다.
- 러시아어: ч에서 이 소리가 난다.
- 태국어: จ, ฉ, ช, ฌ의 첫소리에서 이 소리가 난다. ฉ, ช, ฌ의 첫소리는 유기음이다.
- 폴란드어: ć에서 이 소리가 난다.
- 세르보크로아트어: 키릴 문자 표기의 ћ, 라틴 문자 표기의 ć에서 이 소리가 난다.
- 표준 중국어, 눠쑤어, 간어의 창두 방언: 병음 j와 q에서 이 소리가 난다. 첫소리의 q는 유기음이다.